# François Gouin
Ne doit pas être confondu avec François-Auguste Gouin.
François Gouin, né le 30 juillet 1831 à Orgères et mort le 8 juillet 1896 à Neuilly-sur-Seine, est un éducateur et didacticien français spécialiste de l’enseignement des langues étrangères.

## Biographie
Éduqué au collège de Sées, Gouin passe son baccalauréat en 1851 et intègre l’École normale de la Seine, après quoi il commence sa carrière d’enseignant comme maitre répétiteur dans une classe de cinquième au lycée de Caen. Désireux de poursuivre son éducation, il suit les cours de philosophie de l’université de Caen où son professeur l’engage à se rendre en Allemagne, alors en pointe en philosophie, pour assister aux cours de philosophie de l’université de Berlin.
Parti en 1855, et ne connaissant pas un mot d’allemand, il s’arrêta à Hambourg dans l’idée d’acquérir la base de la langue, avant de continuer vers Berlin pour y apprendre la langue. Gouin décida de l’apprendre comme il avait appris le grec : par la méthode déductive, en travaillant d’abord la grammaire, puis en apprenant par cœur les mots d’un dictionnaire. Il rapporte qu’ayant appris la grammaire de la langue allemande en dix jours, il se rendit à l’Académie où il fut incapable de comprendre un mot de ce que disaient les professeurs. Il essaya alors la philologie, mémorisant un millier de racines lexicales allemandes en quatre jours, il retourna à l’Académie, toujours sans le moindre succès.
Sa tentative suivante fut de passer de longues heures dans le salon de coiffure à tenter d’engager la conversation avec les clients de son hôte allemand. Il essaya à nouveau la méthode de la traduction à l’aide d’un dictionnaire, sans succès. Sur la suggestion de ses hôtes, il se met à la méthode Ollendorff, qu’il maitrise en quatre semaines, sans plus de succès. En désespoir de cause, il quitta Hambourg pour Berlin où il ne put pas plus distinguer les mots ou les phrases des professeurs de l’université. Désespéré, il recourut aux mesures extrêmes en prenant la résolution d’apprendre le dictionnaire par cœur, divisant pour cela les 30 000 mots du dictionnaire en 30 groupes de 1 000 mots chacun et résolus à apprendre un groupe de mille mots par jour pendant un mois.
Rendu temporairement aveugle par cet effort surhumain, il rentra, découragé, en France où il trouva son petit neveu âgé de deux ans et demi qui avait appris à parler pendant son absence de dix mois. Un jour qu’il était allé avec lui pour la première fois dans un moulin, il voit l’enfant vouloir tout savoir. Après avoir épuisé son questionnaire enfantin, l’enfant se tait pendant quelques instants. De retour à la maison, il se met à raconter ce qu’il a vu. Il veut, à son tour, construire un moulin, fait le meunier, répète à haute voix l’action qu’il a vu faire, tout en accentuant le verbe. Cette scène donne à penser à Gouin qui, observant l’enfant, pense avoir enfin découvert la vraie méthode pratique pour apprendre les langues vivantes.
Gouin est parti, pour élaborer sa nouvelle méthodologie, d’un principe tout à fait opposé à celui de la méthode directe. Selon lui, l’organe réceptif du langage n’est pas l’œil, mais l’oreille. Pour que l’oreille reçoive, il faut que la parole produise ; donc, pour étudier une langue, il faut que quelqu’un, c’est-à-dire qu’un enseignant la parle devant l’apprenant. L’analyse des actions de son neveu lui a permis de repérer trois phases : une phase de réception (la visite du moulin) ; une phase de réflexion (la répétition de ce qu’il a vu) ; une phase de conception (la construction du moulin). De retour en Allemagne après les vacances, il essaie ce qu’il a vu faire à son neveu et comprend ce qu’on lui dit au bout de huit jours. Après quelques semaines, il prend part à une discussion allemande. Cherchant à perfectionner son procédé, il retourne en 1852 en France où il développe une psychologie du langage fondée sur l’extraction de thèmes issus de la réalité, et une méthode inductive d’enseignement des langues étrangères reposant sur des séries (maison, homme dans la société, vie dans la nature, science et profession) élaborées à partir des distinctions entre langage objectif, subjectif et figuré. Progresser de l’un à l’autre permettait d’arriver au langage abstrait.
Retourné à Berlin, Gouin y devint professeur de français à la Cour de Berlin, où il devint ami avec von Humboldt. En 1864, il est devenu conseiller pédagogique au gouvernement roumain et, après son renversement, il se rendit en Angleterre. 1864 le vit directeur de l’École franco-alsacienne à Genève où il travaille d’arrache-pied à sa méthode, jusqu’à 1880, année où il publie à frais d’auteur son Exposé d’une nouvelle méthode linguistique. L’art d’enseigner et d’étudier les langues, à Paris, chez Fischbacher. Si cette publication passe presque inaperçue en France, l’Anglais Howard Swan s’intéresse à l’ouvrage et fait un essai avec la méthode. Le résultat ayant dépassé toutes les espérances, les journaux anglais en parlèrent et les premières écoles Gouin ouvrirent en Angleterre. Il se mit alors à travailler ses fameuses séries pour l’enseignement du français et obtint, en 1884, l’autorisation d’ouvrir un cours d’allemand à l’école primaire d’Auteuil. S’étant vu confier toute une classe de jeunes gens dont pas un ne savait l’allemand, les progrès des élèves furent constatés à plusieurs reprises par des juges choisis parmi les membres les plus compétents du corps enseignant. Gouin reçut même une lettre très élogieuse du ministre Lockroy mais, sous son successeur, personne ne parla plus de la méthode Gouin. En revanche, il eut plus de succès dans les pays anglophones que dans son propre pays. De là, il a même été traduit en japonais et utilisé par les Japonais dans leur colonisation de Taïwan. Devenu, par la suite, directeur de l’École supérieure d’Elbeuf, et professeur d’allemand à l’École supérieure Arago à Paris, il y a également donné des cours particuliers en latin et en grec sur la base de son approche naturelle.